# Mohammad Taha (Hamas)
Mohammad Taha, em árabe: محمد طه (Jaffa, 1938 - Deir al-Balah, 12 de novembro de 2014), é um dos fundadores do Hamas.
Após a guerra árabe-israelense de 1948, mudou-se para Gaza. Formou-se em engenharia elétrica pela Universidade do Cairo, no Egito. Lá, filiou-se à Irmandade Muçulmana, uma organização islamista que deu origem ao Hamas. Por suas atividades políticas e religiosas, Taha foi detido diversas vezes pelas autoridades egípcias e israelenses. Em 2003 foi preso pela  Forças de Defesa de Israel e permaneceu preso até 5 de maio de 2004 sem julgamento. Ao ser libertado, retornou a Gaza. 
Foi um dos principais aliados de Ahmed Yassin, o líder espiritual do Hamas, e de Abdel Aziz al-Rantissi, o porta-voz do grupo. Também contribuiu para a redação da carta de fundação do Hamas, publicada em 1988, que nega a existência de Israel e prega a jihad (guerra santa) como forma de libertar a Palestina. Ele também coordenou as operações militares do Hamas, que envolviam ataques suicidas contra alvos israelenses.
Mohammad Taha é considerado um dos principais ideólogos e estrategistas do Hamas, tendo sido homenageado pelo grupo como um mártir da causa palestina.